# USA 네트워크
USA 네트워크(USA Network)는 NBC 유니버설 소속으로 운영하는 미국의 케이블 TV 종합 민영방송이다. 프로그램은 영화나 드라마 외에도 프로 레슬링, 종합 격투기 경기 등을 방송한다.

## 역사
1971년 9월 8일, 개국했다.

## 채널 번호 목록
- 버라이즌 FiOS-50번/550번
- 디렉TV-242번
- 디시 네트워크-105번/9431번
- AT&T 유-버스-124번(동부), 125번(서부)